# Classe D (sommergibile Regno Unito)
La classe D era formata da otto unità subacquee della Royal Navy britannica che eliminavano gran parte dei difetti della classe C, con una migliore riserva di spinta e altre innovazioni in uno scafo più lungo. 
Ulteriore evoluzione fu la classe E.